# Stracony weekend (film)
Stracony weekend (ang. The Lost Weekend) – amerykański dramat filmowy z 1945 roku w reżyserii Billy’ego Wildera. Adaptacja powieści pod tym samym tytułem autorstwa Charlesa R. Jacksona. Obraz wyróżniono Oscarem dla najlepszego filmu roku.

## Obsada
- Ray Milland – Don Birnam
- Jane Wyman – Helen St. James
- Phillip Terry – Wick Birnam
- Howard Da Silva – Barman Nat
- Doris Dowling – Gloria
- Frank Faylen – 'Bim' Nolan
- Mary Young – pani Deveridge
- Anita Sharp-Bolster – pani Foley
- Lillian Fontaine – pani Charles St. James
- Lewis L. Russell – Charles St. James

## Nagrody Akademii Filmowej (Oscary)
| Status    | Nagroda                         | Zwycięzca/Nominowany                        |
| --------- | ------------------------------- | ------------------------------------------- |
| NAGRODA   | Najlepszy Film                  | Charles Brackett (Producent)                |
| NAGRODA   | Najlepszy Aktor Pierwszoplanowy | Ray Milland (Don Birnam)                    |
| NAGRODA   | Najlepszy Reżyser               | Billy Wilder (Reżyser)                      |
| NAGRODA   | Najlepszy Scenariusz Adaptowany | Billy Wilder Charles Brackett (Scenarzyści) |
| NOMINACJA | Najlepsze Zdjęcia Czarno-Białe  | John F. Seitz (Operator)                    |
| NOMINACJA | Najlepsza Muzyka                | Miklós Rózsa (Kompozytor)                   |
| NOMINACJA | Najlepszy Montaż                | Doane Harrison (Montażysta)                 |